# Cash Money Records

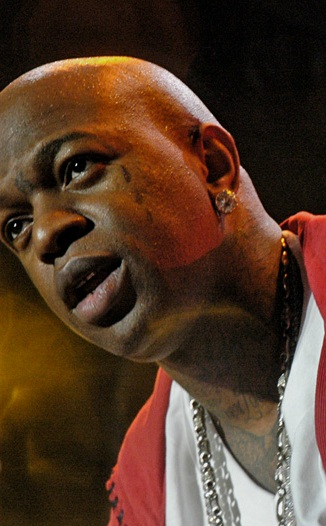
Zakladatel Cash Money Records Birdman.

Cash Money Records je americká hudební nahrávací společnost založená v roce 1991 bratry Bryanem a Ronaldem Williamsovými. Společnost má sídlo v New Orleansu.

## Historie
V letech 1992-1997 fungovalo Cash Money Records jako nezávislý label pro lokální rappery z New Orleans. Patrně nejznámějším členem labelu tehdy byla skupina U.N.L.V. Roku 1995 bratři Williamsovi upsali mladičké rappery, kteří později prosluli jako B.G. a Lil Wayne. O dva roky později tito rappeři, a navíc již proslulý Juvenile a rapper Turk, sestavili skupinu Hot Boys, která se po vydání jejich debutu Get It How U Live! stala prvním větším úspěchem labelu. Tato skupina přivedla Cash Money Records k výhodné smlouvě k major labelu Universal Records. Ve stejném roce vydal nezávisle svůj sólový debut Solja Rags rapper Juvenile.
Roku 1998 bylo vydáno první album pod Cash Money / Universal, a to druhé album Juvenilea 400 Degreez, které debutovalo na 9. příčce Billboard 200 a stalo se v USA 4x platinovým. Posléze následovala úspěšná alba skupiny Hot Boys i jejích samotných členů.
Mezi lety 2001-2003 label prodal přes 7 milionů kusů alb. Na labelu vznikla skupina Big Tymers, kterou tvořili Bryan Williams, který si tehdy říkal Baby a rapper a producent Mannie Fresh. Úspěšní členové labelu spolu vydali dvě alba v uskupení Cash Money Millionaires.
V roce 2007 byl Lil Wayne jmenován prezidentem labelu a šéfem nového podlabelu Young Money Entertainment. O rok později vydal své veleúspěšné album Tha Carter III, které ho i celý label vyhouplo na vrchol zájmu. Do podlabelu Young Money upsal posléze úspěšné umělce jako jsou Drake a Nicki Minaj. Pod samotný Cash Money přibyli zpěváci Kevin Rudolf a Jay Sean. Label tím začal produkovat velmi úspěšná alba a hity. Sám zakladatel labelu Bryan Williams dál pokračuje ve své kariéře rappera nově pod jménem Birdman.
Od roku 2009 k labelu přibyli Bow Wow, Shyne, DJ Khaled, Busta Rhymes a Mystikal. Do roku 2011 label prodal přes 30 000 000 kusů alb.
V roce 2013 bylo vydáno kompilační album Rich Gang, kterého se o první týden prodeje v USA prodalo 24 000 kusů.
V prosinci 2014 nastal rozkol uvnitř labelu, kdy rapper Lil Wayne připravil žalobu na vedení labelu kvůli nezaplaceným poplatkům a nedodržení smlouvy. Současně pohrozil vyjmutím svého imprintu Young Money Entertainment, na kterém byli upsáni úspěšní umělci Drake a Nicki Minaj. Nakonec žalobu stáhl. Do sporu s labelem se ale pustil i rapper Tyga, který z něj odešel v roce 2017. V létě 2018 byl ze smlouvy s labelem uvolněn také Lil Wayne, podařilo se mu to po několik let trvajícím soudním sporu o práva. Spolu s odchodem Lil Waynea byl z područí Cash Money Records vyvázán i jeho label Young Money Entertainment.
V roce 2017 Birdman převzal ocenění pro Cash Money za prodej miliardy nahrávek.

## Seznam umělců

### Současní
| Umělec           | Roky působení         | Počet alb u CMR |
| ---------------- | --------------------- | --------------- |
| Birdman          | 1991- nyní            | (5), CEO        |
| Brisco           | 2006- nyní            | —               |
| Mack Maine       | 2008- nyní            | —               |
| T Lopez          | 2008- nyní            | —               |
| Nicki Minaj      | 2009- nyní            | (4)             |
| Cory Gunz        | 2010- nyní            | —               |
| Chris Richardson | 2011- nyní            | —               |
| Caskey           | 2012- nyní            | —               |
| Paris Hilton     | 2013- nyní            | —               |
| Rich Gang        | 2013- nyní            | (1)             |
| Jacquees         | 2014- nyní            | —               |
| Juvenile         | 1996-2004, 2014- nyní | (5)             |
| Veronica V       | 2014- nyní            | —               |
| Karine Hannah    | 2014- nyní            | —               |
| Blueface         | 2018- nyní            | (1)             |

### Bývalí
| Umělec          | Roky působení | Počet alb u CMR |
| --------------- | ------------- | --------------- |
| U.N.L.V.        | 1993-1996     | (4)             |
| The B.G.'z      | 1993-1997     | (1)             |
| B.G.            | 1993-2001     | (6)             |
| Mannie Fresh    | 1993-2005     | (1)             |
| Young Buck      | 1995-2000     | —               |
| Hot Boys        | 1996-2001     | (3)             |
| Turk            | 1996-2001     | (1)             |
| Big Tymers      | 1997-2005     | (5)             |
| Magnolia Shorty | 1997-2010     | (1)             |
| Mack 10         | 2001-2002     | (1)             |
| Boo & Gotti     | 2001-2002     | (1)             |
| TQ              | 2002-2004     | —               |
| Lil Mo          | 2004-2005     | —               |
| Teena Marie     | 2004-2006     | (2)             |
| Jay Sean        | 2008-2014     | (3)             |
| 2 Pistols       | 2009-2011     | —               |
| Glasses Malone  | 2007-2012     | (1)             |
| Busta Rhymes    | 2011-2014     | —               |
| Mystikal        | 2011-2014     | —               |
| Israel Cruz     | 2011-2014     | —               |
| Limp Bizkit     | 2012-2014     | —               |
| Kevin Rudolf    | 2008-2015     | (2)             |
| Bow Wow         | 2009-2015     | —               |
| DJ Khaled       | 2010-2015     | (3)             |
| Ace Hood        | 2012-2015     | (1)             |
| Austin Mahone   | 2014-2015     | (1)             |
| Tyga            | 2008-2017     | (3)             |
| Lil Wayne       | 1995-2018     | (11)            |
| Drake           | 2009-2018     | (10)            |
| Young Money     | 2009-2018     | (2)             |

## Diskografie

### Úspěšná alba
| Rok  | Album | Nejvyšší umístění v hitparádě | Nejvyšší umístění v hitparádě | Ocenění                                          |
| Rok  | Album | US 200                        | US R&B/ Hip-Hop               | Ocenění                                          |
| ---- | --- | ----------------------------- | ----------------------------- | ------------------------------------------------ |
| 1998 | Juvenile - 400 Degreez - Vydáno: 9. listopadu 1998 - Vydavatel: Cash Money, Universal                                                           | 9                             | 2                             | US: 4x platinové                                 |
| 1999 | B.G. - Chopper City in the Ghetto - Vydáno: 20. dubna 1999 - Vydavatel: Cash Money, Universal                                                   | 9                             | 2                             | US: platinové                                    |
| 1999 | Hot Boys - Guerilla Warfare - Vydáno: 20. dubna 1999 - Vydavatel: Cash Money, Universal                                                         | 5                             | 1                             | US: platinové                                    |
| 1999 | Lil Wayne - Tha Block Is Hot - Vydáno: 2. listopadu 1999 - Vydavatel: Cash Money, Universal                                                     | 3                             | 1                             | US: platinové                                    |
| 1999 | Juvenile - Tha G-Code - Vydáno: 13. prosince 1999 - Vydavatel: Cash Money, Universal                                                            | 10                            | 1                             | US: platinové                                    |
| 2000 | Big Tymers - I Got That Work - Vydáno: 16. května 2000 - Vydavatel: Cash Money, Universal                                                       | 3                             | 1                             | US: platinové                                    |
| 2000 | Cash Money Millionaires - Baller Blockin' - Vydáno: 12. září 2000 - Vydavatel: Cash Money, Universal                                            | 13                            | 2                             | US: zlaté                                        |
| 2000 | B.G. - Checkmate - Vydáno: 21. listopadu 2000 - Vydavatel: Cash Money, Universal                                                                | 21                            | 5                             | US: zlaté                                        |
| 2000 | Lil Wayne - Lights Out - Vydáno: 19. prosince 2000 - Vydavatel: Cash Money, Universal                                                           | 16                            | 2                             | US: zlaté                                        |
| 2001 | Turk - Young & Thuggin' - Vydáno: 15. června 2001 - Vydavatel: Cash Money, Universal                                                            | 9                             | 2                             | US: zlaté                                        |
| 2001 | Juvenile - Project English - Vydáno: 15. června 2001 - Vydavatel: UTP, Cash Money                                                               | 2                             | 2                             | US: zlaté                                        |
| 2002 | Big Tymers - Hood Rich - Vydáno: 30. dubna 2002 - Vydavatel: Cash Money                                                                         | 1                             | 1                             | US: platinové                                    |
| 2002 | Lil Wayne - 500 Degreez - Vydáno: 30. dubna 2002 - Vydavatel: Cash Money, Universal                                                             | 6                             | 1                             | US: zlaté                                        |
| 2002 | Birdman - Birdman - Vydáno: 24. listopadu 2002 - Vydavatel: Cash Money                                                                          | 24                            | 4                             | US: zlaté                                        |
| 2003 | Big Tymers - Big Money Heavyweight - Vydáno: 9. prosince 2003 - Vydavatel: Cash Money                                                           | 21                            | 6                             | US: zlaté                                        |
| 2003 | Juvenile - Juve the Great - Vydáno: 23. prosince 2003 - Vydavatel: UTP, Cash Money                                                              | 28                            | 4                             | US: platinové                                    |
| 2004 | Teena Marie - La Doña - Vydáno: 11. května 2004 - Vydavatel: Cash Money                                                                         | 6                             | 3                             | US: zlaté                                        |
| 2004 | Lil Wayne - Tha Carter - Vydáno: 29. června 2002 - Vydavatel: Cash Money, Universal                                                             | 5                             | 2                             | US: zlaté                                        |
| 2005 | Lil Wayne - Tha Carter II - Vydáno: 6. prosince 2005 - Vydavatel: Cash Money, Universal                                                         | 2                             | 1                             | US: platinové                                    |
| 2006 | Birdman & Lil Wayne - Like Father, Like Son - Vydáno: 31. října 2006 - Vydavatel: Cash Money, Universal                                         | 3                             | 1                             | US: zlaté                                        |
| 2008 | Lil Wayne - Tha Carter III - Vydáno: 10. června 2008 - Vydavatel: Cash Money, Universal Motown                                                  | 1                             | 1                             | US: 3x platinové CAN: 2x platinové UK: zlaté     |
| 2009 | Drake - So Far Gone EP - Vydáno: 15. září 2009 - Vydavatel: Young Money, Cash Money, Universal Motown                                           | 6                             | 3                             | US: zlaté                                        |
| 2009 | Young Money - We Are Young Money - Vydáno: 21. prosince 2009 - Vydavatel: Young Money, Cash Money, Universal Motown                             | 9                             | 3                             | US: zlaté                                        |
| 2010 | Lil Wayne - Rebirth - Vydáno: 2. února 2010 - Vydavatel: Young Money, Cash Money, Universal Motown                                              | 2                             | 1                             | US: zlaté                                        |
| 2010 | Drake - Thank Me Later - Vydáno: 15. června 2010 - Vydavatel: Young Money, Cash Money, Universal Motown                                         | 1                             | 1                             | US: platinová CAN: 2x platinová UK: zlatá        |
| 2010 | Lil Wayne - I Am Not a Human Being - Vydáno: 27. září 2010 - Vydavatel: Young Money, Cash Money, Universal Motown                               | 1                             | 1                             | US: zlaté                                        |
| 2010 | Nicki Minaj - Pink Friday - Vydáno: 19. listopadu 2010 - Vydavatel: Young Money, Cash Money, Universal Motown                                   | 1                             | 1                             | US: 3x platinové UK: platinové                   |
| 2011 | Lil Wayne - Tha Carter IV - Vydáno: 29. srpna 2011 - Vydavatel: Young Money, Cash Money, Universal Motown                                       | 1                             | 1                             | US: 2x platinové UK: stříbrné                    |
| 2011 | Drake - Take Care - Vydáno: 15. listopadu 2011 - Vydavatel: Young Money, Cash Money, Universal Motown                                           | 1                             | 1                             | US: 4x platinová CAN: 4x platinová UK: platinová |
| 2012 | Nicki Minaj - Pink Friday: Roman Reloaded - Vydáno: 3. dubna 2012 - Vydavatel: Young Money, Cash Money, Universal Republic                      | 1                             | 1                             | US: 2x platinová UK: platinová                   |
| 2013 | Lil Wayne - I Am Not a Human Being II - Vydáno: 26. března 2013 - Vydavatel: Young Money, Cash Money, Republic                                  | 2                             | 2                             | US: zlatá CAN: zlatá                             |
| 2013 | Drake - Nothing Was the Same - Vydáno: 30. září 2013 - Vydavatel: OVO Sound, Young Money, Cash Money, Republic                                  | 1                             | 1                             | US: 4x platinová CAN: 3x platinová UK: platinová |
| 2014 | Nicki Minaj - The Pinkprint - Vydáno: 15. prosince 2014 - Vydavatel: Young Money, Cash Money, Republic                                          | 2                             | 1                             | US: 2x platinová UK: zlatá                       |
| 2015 | Drake - If You’re Reading This It’s Too Late - Vydáno: 12. února 2015 - Vydavatel: OVO Sound, Young Money, Cash Money, Republic                 | 1                             | 1                             | US: 2x platinová CAN: 2x platinová UK: zlatá     |
| 2015 | Drake & Future - What a Time to be Alive - Vydáno: 20. září 2015 - Vydavatel: OVO Sound, Young Money, Cash Money, Republic, A1, Freebandz, Epic | 1                             | 1                             | US: platinová CAN: platinová UK: stříbrná        |
| 2016 | Drake – Views - Vydáno: 29. dubna 2016 - Vydavatel: OVO Sound, BBK, Young Money, Cash Money, Republic                                           | 1                             | 1                             | US: 6x platinová CAN: 6x platinová UK: platinová |
| 2017 | Drake - More Life - Vydáno: 18. března 2017 - Vydavatel: Young Money, Cash Money, Republic                                                      | 1                             | 1                             | US: 2x platinová CAN: 2x platinová UK: platinová |
| 2018 | Drake – Scorpion - Vydáno: 29. června 2018 - Vydavatel: Young Money, Cash Money, Republic                                                       | 1                             | 1                             | US: 5x platinová CAN: 2x platinová UK: platinová |
| 2018 | Nicki Minaj – Queen - Vydáno: 10. srpna 2018 - Vydavatel: Young Money, Cash Money, Republic                                                     | 2                             | 2                             | US: platinová UK: zlatá                          |